# Marseulia
Marseulia is een geslacht van kevers uit de familie bladkevers (Chrysomelidae).
De wetenschappelijke naam van het geslacht werd in 1866 gepubliceerd door Joannis.

## Soorten
- Marseulia dilativentris (Reiche, 1858)